# دانیلا جفلی
 دانیلا جفلی (انگلیسی: Daniella Jeflea؛ زادهٔ ۱۲ ژانویهٔ ۱۹۸۷) یک تنیس‌باز اهل استرالیا است.